# 小坂梅吉

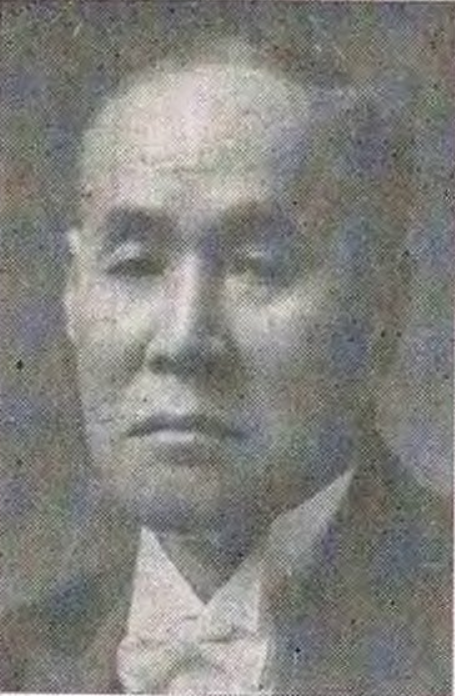
小坂梅吉

小坂 梅吉（こさか うめきち、1873年（明治6年）11月8日 - 1944年（昭和19年）12月2日）は、日本の実業家、政治家。衆議院議員、貴族院多額納税者議員。孫文の支援者。松本楼経営者。小松ストアー（ギンザコマツ）創業者・小坂武雄の父。

## 経歴
東京府、のちの東京市で小坂駒吉の二男として生まれる。父は信州・伊那から江戸に上り、上野輪王寺の御用商人となり、1872年（明治5年）に銀座に松本楼を開業した。梅吉は1881年から泰明小学校に通ったのち、1885年に伊那松島の高等小学校に転校、卒業後、鉱山業を目指して工手学校の採鉱冶金科に進んだが、家業に就いた。父の事業を受け継ぎ、日比谷公園の整備に伴う入札で「日比谷松本楼」を開いた。さらに「大松閣」「大正軒」などの関連店舗を設立した。東京料理業組合、東京二業組合、新橋五業組合の顧問なども務めた。
また政界にも進出し、京橋区会議員、同議長、東京市会議員、同参事会員に選出され、非政友会の長老として重きをなした。
1936年（昭和11年）2月、第19回衆議院議員総選挙で東京府第3区から立憲民政党公認で出馬して当選し、衆議院議員に1期在任した。1939年（昭和14年）東京府多額納税者として貴族院多額納税者議員に互選され、同年9月29日に就任し、同成会に所属して活動したが、議員在任中の1944年12月に死去した。
その他、新橋演舞場株式会社専務取締役、磐城炭鉱株式会社取締役などを務めた。

## 家族
- 父の小坂駒吉（1898年没）は伊那市西箕輪出身[13]。江戸に出て上野広小路で雑貨商を始め、寛永寺の御用商人をしていたが、上野戦争で焼け出され、銀座で料理屋をしていた信州松本出身者のもとに身を寄せ、同店を継いだ[14][15]。1872年の銀座大火で焼失ののち一膳めし屋を開き、銀座煉瓦街が造成とともに料理屋「松本」を開業、「ゑび寿食堂」「福恵比寿」の屋号で大衆食堂を営業のほか、「松本」を拡大し「松本楼」と改称した[15]。
- 長男の小坂武雄（1907年生）は、銀座6丁目、銀座松本楼があった場所に建てられた旧小松ストアー(現 ギンザコマツ、現在の東京証券取引所スタンダードに上場していた)創業者。ロンドンに留学後、大松閣の社長などを務め、戦後1946年に小松ストアを開業した[16]。妻の寿美子（ヴィオレット）は英国人ピーター・ライイルハンマソンの二女[16]。三番町のサンバンチョウホテルや桜の名所として有名だった千鳥ヶ淵のフェヤーモントホテル（1951-2002）なども開業した。市兵衛町にあった自邸はホテルオークラ東京開業時にオークラに売却し、株主となってホテルで暮らした[17]。
  - 孫（武雄の長男）の小坂敬は米国コルゲート大学、ミシガン大学大学院を卒業し、フィリップスペトローリアム入社、のち同インターナショナル社長、1985年より家業の小松ストア（のちギンザコマツ）、フェヤーモントホテルの代表となる[18][19]。著書に『銀座に生きて』。ギンザコマツは2012年よりユニクロ銀座店、ドーバーストリートマーケットなどに貸し、フェヤーモントは解体されパークマンション千鳥ヶ淵となった。
- 長女・百合子（1910年生）は、三輪田高女、東京家政学院を出て小松ストアの重役などを務めた。夫・西野豊は帝国劇場・白木屋などの社長を務めた西野恵之助の子[20][21]
  - 孫の美恵子（百合子の長女）は小林規威の妻
- 三女・照子（1914年生）の夫・岡崎進は岡崎久次郎の三男で、父親創業の会社の重役を務めた。叔父に岡崎勝男がいる。
- 四女・鶴子（1915年生）の夫・大橋清一は大橋清太郎の長男。
- 二男・俊雄（1918年生）の岳父に山下太郎 (山下汽船)。今井善衛とは相婿で、俊雄の娘と今井の息子がいとこ婚。
- 庶子の小坂光雄（1904-1976）は武雄らの異母兄で、松本楼日比谷店を継いだ[22][23]。
  - 孫の小坂哲瑯（光雄の長男、1932-2018）は日比谷松本楼3代目社長[24]。
- 庶子の小坂秀雄（1912年生）は建築家で、外務省庁舎を設計し、KDDIビルやホテルオークラ設計に携わった。武雄とも光雄とも異母[23]。
- 兄の倉田亀吉は1898年に東京帝国大学工科大学採鉱冶金科を卒業後、磐城炭鉱専務、帝国火薬工業監査役などを務めた[25]。
  - 甥（兄亀吉の子）の倉田亀之助は炭鉱技師。東京帝国大学工学部採鉱学科卒業後、三井鉱山に入社、のち常磐炭鉱常務となる。著書に『欧米行脚』[25] [26]
- 日活の創業者・梅屋庄吉は姻戚である。孫同士（小坂光雄の子・哲瑯と庄吉の孫娘・主和子）が結婚。